# Ondreville-sur-Essonne
Ondreville-sur-Essonne is een gemeente in het Franse departement Loiret (regio Centre-Val de Loire) en telt 348 inwoners (2005). De plaats maakt deel uit van het arrondissement Pithiviers.

## Geografie
De oppervlakte van Ondreville-sur-Essonne bedraagt 6,5 km², de bevolkingsdichtheid is 53,5 inwoners per km².
De onderstaande kaart toont de ligging van Ondreville-sur-Essonne met de belangrijkste infrastructuur en aangrenzende gemeenten.

## Demografie
Onderstaande figuur toont het verloop van het inwonertal (bron: INSEE-tellingen).